# Galceran I de Pinós
Galceran I de Pinós   (segle XI - 1117) nom usat com a titular de la Baronia de Pinós. El seu nom de naixement era Galceran Miro i era fill de Miró Riculf i de Sicarda. Es va casar amb Adelaida i fou el pare de Galceran II de Pinós, Ramon de Pinós i Hug de Bagà, aquest se'l considera llegendàriament un dels fundadors de l'ordre del Temple. Va prestar jurament de fidelitat pels castells de l'Espà, Gósol, Saldes, Quer Foradat i Vallmanya, primer al comte Guillem I de Cerdanya (1068-95) i després a Bernat I de Cerdanya (1109-17).
Obtingué el 23 de gener de l'any 1108 els castells d'Ossera, Josa i Sant Romà infeudats per Ermengol Josbert, Senyor de Lavansa, a canvi de renovar la potestat del castell de Gósol.